# Distretto di El Prado
Il distretto di El Prado è uno dei tredici distretti  della provincia di San Miguel, in Perù. Si trova nella regione di Cajamarca e si estende su una superficie di 71,44 chilometri quadrati.

Istituito il 20 settembre 1984, ha per capitale la città di El Prado; al censimento 2005 contava 2.084 abitanti.